# Tomatas
Los Tomatas fueron una tribu (originalmente) sedentaria de los valles orientales y altos de la provincia de Tarija, en posterioridad fueron desterrados por la invasión y política colonial incaica (mitimaes).

## Origen
Los Tomatas o copayapos fueron un grupo étnico, cultura y sociedad que habitó los valles orientales de Tarija/Tarixa (Bolivia), originados por un largo proceso de sedentarización de los habitantes primigenios de la zona. Descendientes (probablemente) de los grupos poblacionales de la Cultura Tarija, sociedad que alcanzó un pináculo en el progreso de las entidades autónomas de la región. Posteriormente se vieron enfrentados a los invasores del Cusco, "ingas orejones", que lograron anexarlos y unirles en la política colonial incaica que dictó su destierro y conversión en mit'maes del Incario.
Las referencias de las crónicas españolas acerca del "Capac Ayllu", recopiladas de los quipucamayos incas del Cuzco, indican acerca de las tribus y pueblos que el emperador pudo distinguir al momento de su entrada al oriente:

“…entro en la provincia de los chichas; y moyomoyos y amparais y aquitas copayapo churomatas y caracos y llego hasta los chiriguanos [y] hasta tucuman y alli hizo una fortaleza y puso muchos yndios mitimaes

Dentro de la descripción, se puede distinguir la tribu "Copayapos", que en relación con el pueblo Tomatas, se señala asentamientos con nombres similares que habitaron, tal es el caso de Tomayapo, que fue  asentamiento del pueblo Tomata, dando a entender que los Tomatas ya existían antes del Inca. Según el planteamiento, copayapos derivaría en copiapoes al pasar el tiempo.
En esta “relación”, Rodríguez Durán no menciona que esos “yndios” que sacó de las poblaciones de “… Camataquí y Cinti, arriba del río San Juan…” hubieran sido “tomatas” pero ellos mismos se autocalifican como tales en el documento titulado: “Memorial de los indios y caciques Tomatas Copiapóes al Capitán Pablo de Chinchilla” firmado por los caciques Don Juan 
Guacha y Don Pablo Bembola en un traslado fechado en 1576, en el cual, el propio Capitán Don 
Luis de Fuentes habría mencionado, en la fecha indicada, que:

“… Don Pedro tutui, cacique de los tomatas, habría entrado a esta dicha villa a poblarla y fundarla conmigo y con los primeros españoles que habían venido a ella habiéndolos recogido de partes de remotas donde estaban divididos y partados del riesgo que tenían de los indios chiriguanaes y traídoles y metídoles en este valle, tierras que ellos habían tenido y poseído de antes en tiempo del Inga…”

Luis de Fuentes y Vargas se habrían topado con un río que los locales Tomatas mencionaban como Tomayapo, en este río habrían de encontrar también otros Tomatas.
Luis de Fuentes encuentra a su paso entre el sur del Valle de Cinti y San Lorenzo a una serie de pobladores “Tomatas”; al respecto, el lugarteniente “Juan Rodríguez Durán“, uno de los capitanes que acompañó a Luis de Fuentes para la fundación de San Bernardo de Tarija manifiesta:

“…e porque este testigo sacó para la dicha población de Tarixa muchos yndios, que fueron cantidad de más de setenta, de quebradas y guaycos, y los rreduxo y llebó a la dicha población de Tarija donde hoy estan poblados, a rrespeto de haber despoblado muchos lugares, como fue Camataqui, Cinti, arriba del rrio de San Juan …”

Los tomatas habrían sido, también encomienda del conquistador y comerciante Juan Ortiz de Zárate, esto debido a la gran producción ganadera que poseía en Tarija.
La relación con los Tomatas, se da en un pleito sobre las tierras de Canasmoro, fechado en 1602, en la cual se menciona que los Tomatas, en los tiempos del adelantado Juan Ortiz de Zárate, habrían poseído una iglesia en la que oían misa, la instrucción de la fe católica debía ser otorgada, como una obligación que debían realizar los encomenderos a sus encomendados.
Juan Ortíz de Zárate, habría solicitado y obtenido indios Tomatas, para sus corrales ganaderos, en virtud de la cantidad de tierras que poseía en Tarija, y a la posterior necesidad de obtener alimento para parte de la capitulación de la fundación de la ciudad de Buenos Aires, según las declaraciones de su sobrino, Juan de Garay, Zárate, en valle tarijeño, habría de poseer "4000 cabezas de ganado vacuno, 4000 ovejas, 500 caballos y otras tantas yeguas"

Posteriormente Juan Ortiz de Zárate en un documento de 1565, debido a sus trabajos, otorga 300 ovejas a sus encomendados, para que puedan subsistir. Entre estos encomendados menciona a los tomatas bajo su etnónimo:
"Indios Chichas y copayapos y moyos..."

## Cultura y religión
Se tiene muy poca información acerca de su religión, creencias y tradiciones. Sin embargo, la escasa información conocida es la siguiente:
- Antes de la llegada del Inca y Tiahuanaco en Sudamérica, en el sur de la actual Bolivia ya se realizaban entierros funerarios en cestas adornadas y moldeadas con arcilla colorada y piedras con una iconografía peculiar.[4]
- Restos arqueológicos encontrados en Tojo (Yunchará) y Chilcayoj (Tomayapo), presentan que esta cultura, tenía una cerámica muy diferente a las culturas occidentales (Inca o Tiahuanacota). Era una cerámica anaranjada y rojiza con relieves y algunas marcas iconográficas en negro.[5]
- Según restos arqueológicos del municipio Yunchará, esta cultura habría desarrollado una talleres lítico-comunitarios, en sus asentamientos importantes, estos talleres comunitarios estaban destinados a la creación de vasijas, flechas, herramientas y cuencos de arcilla.[4]
- Al parecer según las crónicas de la "Villa de San Bernardo de Tarixa", esta cultura, a contrario de sus vecinos bélicos churumatas, habría sido de un ámbito ganadero y agricultor, llegando incluso a controlar diferentes pisos ecológicos de su espacio, como la cordillera de Sama o el río Guadalquivir.
- Según algunos autores, habría llegado su influencia al territorio de Iscayachi y Yunchará.

## Idioma
Acerca del idioma utilizado por los Tomatas hasta la actualidad sigue siendo desconocido, pero en general, debemos remontarnos a las lenguas de sus grupos vecinos como los churumatas, chanés, carios —o caracos—, mataguayos, chiriguanos, matacos y moyo moyos (aborigen primitivo de Tarija, lengua desconocida), y de otros grupos más cercanos como los ahamatas —o asamata—, yapanatas y omanatas, que; aunque cada uno de estos también de idiomas desconocidos o derivados del guaraní, posiblemente que la lengua Tomata haya sido un de macro lingüístico con los idiomas guaraní, cacán e influencias del kunza.
Empero, se conocen datos generales de los churumatas de raíces posiblemente amazónico-guaraní, su idioma o lengua es aún desconocida debido a su extinción; aunque fue perteneciente a un macro-conjunto lingüístico regional que incluye las lenguas de los tomatas, ahamatas, laissas, coimatas, yapanatas, omanatas y cacán, y de sus influencias guaraniticas.
Cuando ocurrió la invasión inca, fueron trasladas marginalmente al Imperio Inca, fueron distribuidos como mitimaes (ciervos esclavos) a lo largo y ancho de este, en las variadas encomiendas de los curacas, los "churomatas" se expresaban en su "lengua general".
Tal es el caso de los churumatas de Copavilque, mitimaes churumatas que en las visitas de Juan González figuran hablando la lengua de su cacique yanacona Miguel (de nacionalidad también Churomatas):

“...el señor visitador mando juntar a los dichos caciques e yndios con sus mugeres e 
hijos e juntos les mando declarar por lengua de miguel, yanacona ladino cristiano 
ciertas ordenanzas e declaraciones de aquello que a su merced era venydo e la dicha 
lengua se lo dixo e declaro...”

También indica:

“...don Juan Guayro, gobernador desde dicho pueblo (de Ucumare) hasta que sea 
grande para ello don Pedro hijo del dicho Aspere cacique principal ya difunto socargo 
del qual prometio de decir verdad e preguntado por lengua de Miguel, yanacona ladino 
cristiano dixo lo siguiente...”

“...e por la dicha lengua se recibió juramento sobre la señal de la cruz según forma de 
derecho so cargo del qual prometio de decir verdad e preguntado por la dicha lengua 
por las dichas preguntas...”

Ya después de la fundación de la Villa de San Bernardo de la Frontera de Tarixa, se habla acerca de los Churomatas "Indios" que habitaban en torno al río Nuevo Guadalquivir en la actual provincia de Áviles, Gaspar Osorio los describe indicando:

"He descubierto entre estas naciones que están sobre el río del Guadalquivir, una lengua que compite con la Latina en la elegancia, de muy fácil pronunciación fuera de ser muy copiosa. Me ha espantado que lengua tan
noble se halle entre gente tan elemental..."

Acerca de esta lengua Gaspar asegura que es muy fácil de aprender, aunque podría ser "algo gutural" por recurrir demasiado a la voz "Chu/Chu".
El padre Lozano entre 1627-1628 explica que el misionero Osorio:

“…escribió en poco tiempo 
muchas páginas relativas a la gramática y vocabulario del aludido léxico…”

Según el cùal los indios sabían distinguir números, modos y tiempos, lastimosamente este texto se ha perdido entre los archivos.
Con una mayor precisión Osorio describe a los Churumatas de la mítica ciudad de Guadalcazár:

“.,.. una nación, cuyos indios eran tan altos, que extendiendo todo el brazo no podía 
llegarles a la cabeza. Vivían a orillas del río Tarija. Su idioma era tan terso y pulido, que 
cedía poco en la elegancia al latino, y tan copioso juntamente, que sólo para explicar el 
nombre de Dios tenía cuatro sinónimos. Las partículas y verbos eran duplicados; de 
que se admiró mucho el V. Mártir hallando idioma tan culto y elegante en gentes tan 
bárbaras , aunque ellos no se tenían por tales, antes presumían de sí, que eran los más 
generosos, políticos y valientes de todas las Indias, y a la verdad su genio era alegre, 
comedido y cortés…”

Acerca de la lengua Churomata en el Archivo de Jujuy, explica:

“...cacique laisa a quien este t(estig)o 
conocio mui bien y le tratava y comunicava y ques de la mesma lengua de este t(estig)o y su 
nación churumata la del d(ich)o laissa y la deste t(estig)o es yala y asamata (o ahamata) pero 
que se entienden en una lengua...”